# ال فقية (مكيراس)

تعديل مصدري - تعديل

ال فقية هي إحدى قرى عزلة مكيراس بمديرية مكيراس التابعة لمحافظة البيضاء، بلغ تعداد سكانها 116 نسمة حسب تعداد اليمن لعام 2004.